# الألعاب الأولمبية الصيفية 1952
أقيمت من 19 يوليو حتى 3 أغسطس 1952 باشتراك 3925 لاعباً ولاعبة (518 لاعبة) من 69 دولة تنافسوا في 149 مسابقة ضمن 17 لعبة، وفي أحلى فقرات الدولة دخل العداء الشهير بآفو نورمي (56 عاماً) الإستاد الأولمبي وقدم الشعلة إلى العداء الشهير الآخر هانس كولهماينن (62 عاماً) فأوقد منها الوعاء الكبير. وقد شارك الاتحاد السوفيتي بهذه الدورة للمرة الأولى رغم الحرب الباردة بينه وبين الولايات المتحدة وبدأت المنافسة على الذهب بين العملاقين والنظاميين. وسيطر الأمريكيين على ألعاب القوى والسباحة ووحدها ذهبية الـ400 متر أفلتت منهم حيث كانت من نصيب الفرنسي جان بواتو فرمى والده بنفسه في الحوض وهو بكامل ملابسه فرحا بانتصار ابنه، في حين ضرب التشيكوسلوفاكي إميل زاتوبك الملقب (بالقاطرة البشرية) بقوة أكبر ففاز بسباقات الـ5 و10 آلاف متر والماراثون.
ومن نجوم الدورة الملاكم الأمريكي فلويد باترسون الذي أصبح فيما بعد بطل العالم للوزن الثقيل، و والت ديفيس الذي حطم الرقم العالمي في القفز العالي. ولاعب الشيش الفرنسي كريستيان دوريولا. وبالنسبة للمشاركة العربية، فقد أحرز اللبناني زكريا شهاب فضي المصارعة الرومانية لوزن الديك ومواطنه خليل طه برونزية اللعبة ذاتها لوزن الوسط والمصري عبد العال راشد برونزية الرومانية لوزن الريشة.

## قائمة الميداليات
| ميداليات الألعاب الأولمبية الصيفية 1952 |                            |       |      |         |       |
| الترتيب                                 | الدولة                     | ذهبية | فضية | برونزية | مجموع |
| 1                                       | الولايات المتحدة الأمريكية | 40    | 19   | 17      | 76    |
| 2                                       | الإتحاد السوفيتي           | 22    | 30   | 19      | 71    |
| 3                                       | المجر                      | 16    | 10   | 16      | 42    |
| 4                                       | السويد                     | 12    | 13   | 10      | 35    |
| 5                                       | إيطاليا                    | 8     | 9    | 4       | 21    |
| 6                                       | تشيكوسلوفاكيا              | 7     | 3    | 3       | 13    |
| 7                                       | فرنسا                      | 6     | 6    | 6       | 18    |
| 8                                       | فنلندا                     | 6     | 3    | 13      | 22    |
| 9                                       | أستراليا                   | 6     | 2    | 3       | 11    |
| 10                                      | النرويج                    | 3     | 2    | 0       | 5     |